# EDHEC Business School
EDHEC Business School er en europæisk business school med campusser i Paris, London, Lille, Nice og Singapore. Skolen blev grundlagt i 1906. EDHEC blev placeret på en 25. plads blandt de europæiske business schools i 2015 af Financial Times. I 2015 blev EDHEC Master in Management-program placeret på en 18. plads på verdensplan af Financial Times. EDHEC har ligeledes fået en 84. plads på verdensplan for dens MBA. EDHEC har ligeledes et PhD-program såvel som adskillige Master-programmer inden for specifikke managementområder, såsom marketing, finans eller iværksætteri. 
EDHEC programmer har de tre internationale akkrediteringer AMBA, EQUIS og AACSB. Skolen har over 30.000 alumner inden for handel og politik, herunder Delphine Arnault (Deputy CEO Louis Vuitton) og Jean-Jacques Goldman (Singer-songwriter).